# Солонівка

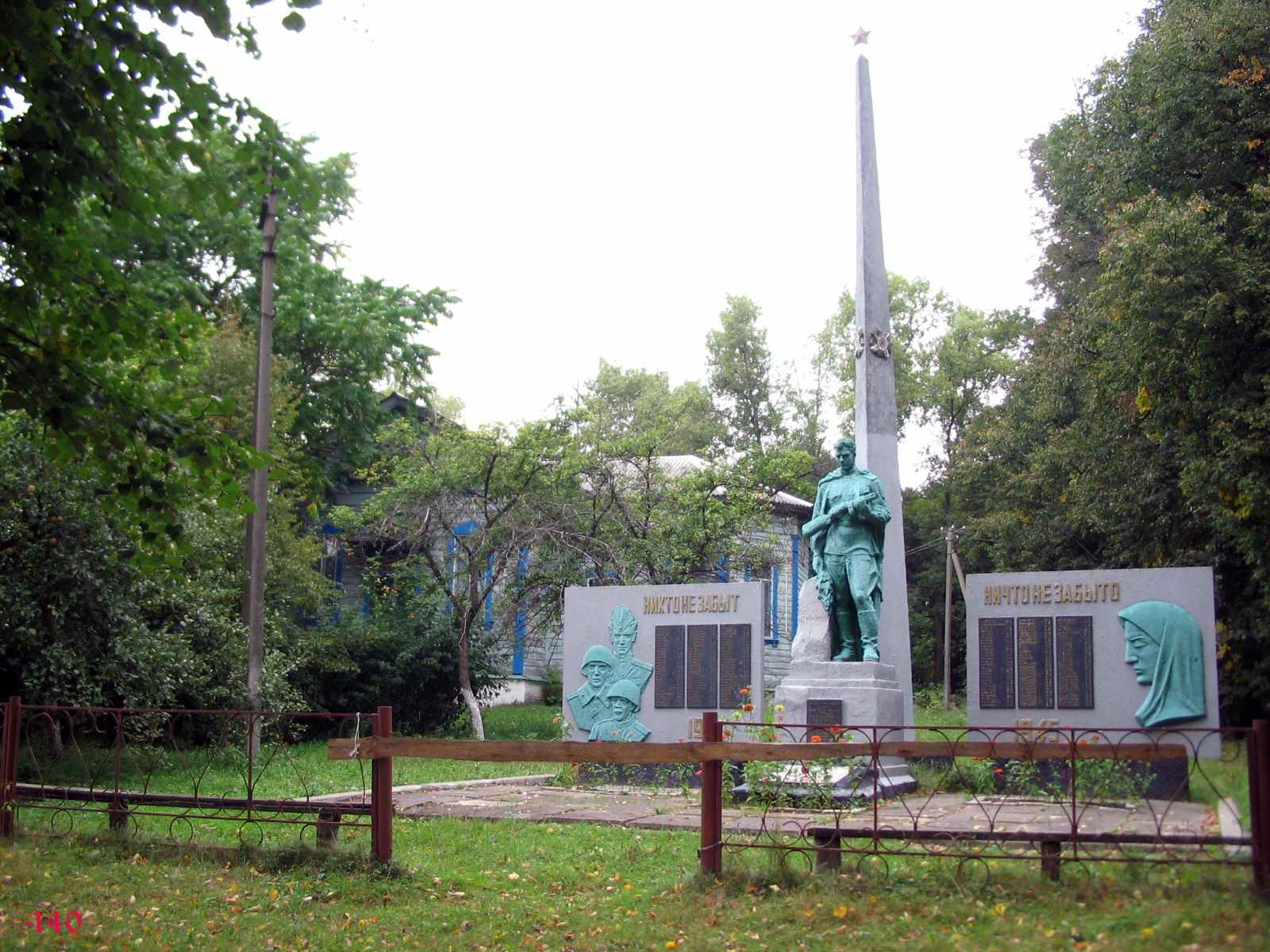
Братська могила радянських воїнів, які загинули при звільненні села у вересні 1943 р. і пам'ятний знак воїнам-односельчанам, Солонівка, біля клубу

Солоні́вка — село в Україні, у Городнянській міській громаді Чернігівського району Чернігівської області. Населення становить 482 осіб. До 2017 орган місцевого самоврядування — Солонівська сільська рада.

## Історія
Під час організованого радянською владою Голодомору 1932—1933 років померло щонайменше 11 жителів села.
12 червня 2020 року, відповідно до розпорядження Кабінету Міністрів України № 730-р від «Про визначення адміністративних центрів та затвердження територій територіальних громад Чернігівської області», село увійшло до складу Городнянської міської громади.
19 липня 2020 року, в результаті адміністративно-територіальної реформи та ліквідації Городнянського району, село увійшло до складу Чернігівського району.

## Населення
Згідно з переписом УРСР 1989 року чисельність наявного населення села становила 636 осіб, з яких 286 чоловіків та 350 жінок.
За переписом населення України 2001 року в селі мешкало 485 осіб.

### Мова
Розподіл населення за рідною мовою за даними перепису 2001 року:
| Мова       | Кількість | Відсоток |
| ---------- | --------- | -------- |
| українська | 473       | 98.13%   |
| білоруська | 5         | 1.04%    |
| російська  | 4         | 0.83%    |
| Усього     | 482       | 100%     |